# The Electric Spanking of War Babies
«The Electric Spanking of War Babies» es una canción por la banda estadounidense de funk rock, Funkadelic. La canción fue publicada como sencillo en 1981 a través de Warner Bros. Records. La canción alcanzó la posición #60 en el Billboard Hot R&B Songs.

## Créditos
- George Clinton – voz principal
- Walter Morrison – guitarra, bajo eléctrico, batería, teclado
- Michael Hampton – guitarra líder